# Глуховский, Анатолий Яковлевич
Анатолий Яковлевич Глуховский (укр. Анатолій Якович Глуховський; род. 6 июня 1946 года) — украинский государственный деятель, депутат Верховной рады Украины I созыва (1990—1994).

## Биография
Родился 6 июня 1946 года.
Окончил Львовский политехнический институт по специальности «инженер-механик». Находился на партийной работе, с ноября 1984 года был председателем главы райисполкома Дунаевецкого районного совета Хмельницкой области.
В 1990 году в ходе первых альтернативных парламентских выборов в Украинской ССР был выдвинут кандидатом в народные депутаты, 4 марта 1990 года в первом туре был избран народным депутатом Верховного совета Украинской ССР XII созыва (в дальнейшем — Верховной рады Украины I созыва) от Дунаевецкого избирательного округа № 410 Хмельницкой области, набрал 50,24% голосов среди 3 кандидатов. В парламенте являлся членом комиссии по вопросам строительства, архитектуры и ЖКХ, входил в депутатскую группу «Аграрии». Депутатские полномочия истекли 10 мая 1994 года. Наряду с депутатской деятельностью оставался главой Дунаевецкого районного совета.
Член ВО «Батькивщина». С 26 марта 2006 года по 30 октября 2010 года вновь занимал должность главы Дунаевецкого районного совета.